# Біосферологія
Біосферологія (вчення про біосферу) — наука, що вивчає виникнення, еволюцію, структуру та механізми функціонування біосфери. В основу біосферології лягли біосферні постулати українського вченого В. І. Вернадського. При розробці принципів біосферології В. І. Вернадський намагався узгодити концепцію еволюції біосфери з теорією еволюції Ч.Дарвіна.
Біосферологія визначає, що жива речовина планети — це цілісна, організована система, що еволюціонує як ціле. Біосферологія значно ускладнила завдання еволюційного природознавства. Еволюцію видів, еволюцію живої речовини і еволюцію біосфери В. І. Вернадський розглядав як взаємопов'язані процеси. При цьому він виходив з принципу вічності, безначальності основних планетних явищ у межах геологічного часу.
Біосферологія допомагає відповісти на питання:
- Почала біосфера знищення виду Homo sapiens?
- Який арсенал захисних і наступальних засобів вона при цьому використовує?
- Як врятувати людство і створити оптимальну стратегію взаємодії двох складових Розуму — Біосфери і Людини — на шляху до цефалізації біосфери та гармонійної єдності двох складових Розуму? Як людству самому цефалізуватися?